# Iglesia de la Inmaculada Concepción (Huelma)
La Iglesia de la Inmaculada Concepción de Huelma (Jaén), es uno de los ejemplos más notables de la arquitectura religiosa del siglo XVI de toda la provincia, tanto es así que se le conoce como la segunda catedral de Jaén. En su construcción participaron casi todos los más grandes artistas de la época que trabajan por la zona: Diego de Siloé, Francisco del Castillo el Viejo, Andrés de Vandelvira y Francisco del Castillo el Joven, entre otros.
La iglesia fue declarada Monumento, Bien de Interés Cultural, según lo publicado en el BOE en el año 1981.

## Construcción
El templo fue levantado sobre otro anterior. Las obras de construcción empezaron en 1559. Los trabajos dieron comienzo por la cabecera del templo y aún tuvo criterios goticistas. El resto de la fábrica incorporó ya el nuevo lenguaje clásico del renacimiento, tanto en la concepción de sus naves como en la fachada principal, de corte palaciego y de inspiración serliana, obra de Francisco del Castillo el Joven.
Francisco del Castillo el Joven terminó las cubiertas diseñadas por Andrés de Vandelvira, la del segundo tramo admirable en cuanto a la variedad y complejidad de su iconografía y ornamentación, propia del conocimiento y habilidad del maestro como escultor.
En 1611 Sebastián de Solís, «Visitador y Veedor General de Obras» del obispado de Jaén solucionó el arreglo de la bóveda de la capilla mayor: «que corría mucho riesgo, así la dicha capilla como el retablo puesto».

## Exteriores
En el exterior destaca la fachada sur, organizada en dos pisos separados por una gran cornisa. El piso superior está retranqueado, con contrafuertes y ventanas. De esta fachada merecen especial mención las pilastras corintias y la portada que la centra, con un esquema serliano de vanos adintelados y frontones triangulares sostenido por dos ménsulas y hornacinas a ambos lados rematadas con guirnaldas y mascarones. Sobre este frontón aparece el escudo del obispo Tavera. Esta fachada tienen un carácter marcadamente civil, muy alejado de los modelos religiosos del Renacimiento.
La fachada norte sigue el mismo esquema y la torre de cuatro cuerpos se encuentra adosada a la fachada oeste. Esta torre se concluyó en el año 1616; sus dimensiones no guardan proporción con el templo, y en el tercer cuerpo presenta la heráldica del obispo Sancho Dávila, de los Cueva y de la ciudad de Huelma.

## Interior
Está dividido en tres naves por medio de seis pilares cruciformes exentos, que recuerdan los de Catedral de Jaén, aunque los de Huelma tienen los fustes lisos. Los pilares se coronan en capiteles corintios unidos entre sí, sobre los que se dispone una atrevida cornisa que da paso a arcos de medio punto que a su vez sustentan bóvedas baídas, excesivamente labradas, típicas de Vandelvira.

## Patrimonio
Entre los bienes muebles renacentistas se conserva un cáliz de plata, obra del siglo XVI.